# فرج‌الله محمودی
فرج‌الله محمودی (زاده ۱۳۰۹ سنندج) استاد گروه جغرافیای طبیعی (ژئومورفولوژی) دانشگاه تهران و از پیشکسوتان و صاحب‌نظران این رشته در ایران، عضو وابسته آکادمی علوم ایران و رئیس پیشین انجمن جغرافیای ایران است. وی در سال ۱۳۰۹ در شهر سنندج به دنیا آمد. تحصیلات متوسطه را در سنندج به پایان رساند و تا سال ۱۳۳۷ در آنجا به معلمی پرداخت. در سال ۱۳۴۰ وی دوره کارشناسی جغرافیا را در دانشگاه تهران با کسب رتبه اول در سال ۱۳۴۰ به پایان برد. پس از آن با بورس دولتی در دانشگاه سوربن پاریس در رشته ژئومورفولوژی به تحصیل پرداخت و در سال ۱۳۴۶ با دفاع از تز دکتری خود با عنوان «مطالعه ژئومورفولوژی دره رود سن» دانش‌آموخته شد. وی از سال ۱۳۴۷ در دانشگاه تهران به تدریس و پژوهش مشغول شد و پس از ۳۴ سال تدریس در سال ۱۳۸۱ با درجه استادی بازنشسته شد.
گرچه بنیان‌گذار ژئومورفولوژی در ایران، احمد مستوفی است اما می‌توان گفت شاخص‌ترین چهره ژئومورفولوژی ایران فرج‌الله محمودی است. محمودی که از شاگردان مستوفی بود، پس از اخذ دکتری ژئومورفولوژی از کشور فرانسه در سال ۱۳۴۶ تدریس ژئومورفولوژی را در گروه جغرافیای دانشگاه تهران به‌عهده گرفت. تمرکز مطالعات او بر روی زمین‌چهرها و فرایندهای مناطق بیابانی و به‌ویژه بیابان لوت بود که حتی در برخی موارد به تشریح و تحلیل مبانی فرایندهای بادی و حمل ماسه در دنیا کمک نموده‌است. فرج‌الله محمودی برای شناخت ژئومورفولوژی ایران به مدت ۷ سال (۱۳۵۷–۱۳۵۰) به بیشتر نقاط ایران سفر کرد و اطلاعات ارزشمندی را دربارهٔ ژئومورفولوژی ایران جمع‌آوری نمود.
فرج‌الله محمودی در طول دوران تدریس با استفاده از امکانات تحقیقاتی دانشگاه تهران سفرهای تحقیقاتی متعددی را انجام داد و با بسیاری از مسائل ژئومورفولوژی از ایران از نزدیک آشنا شد، به گونه ای که طی ۱۱ سال سفرهای مطالعاتی و بازدیدهای میدانی بر روی زمین در تمامی نقاط ایران، با مطالعه و بررسی بیابان‌ها، ماسه‌زارها و ریگ‌زارهای ایران و تقسیم‌بندی‌های آن‌ها، کانی‌های صنعتی کویر اسکلت اصلی ژئومورفولوژی ایران را پایه‌گذاری کرد. وی بیش از ۱۰ رساله دکترا و ده‌ها مقاله کارشناسی ارشد را هدایت نمود و ۱۴ سال ریاست انجمن جغرافیای ایران را دارا بود.

## آثار علمی و پژوهشی
کتاب‌های تألیف و ترجمه:
شبکه آب‌های روان دشت لوت
جغرافیای ناحیه‌ای قروه، بیجار و دیوان‌دره
ژئومورفولوژی ساختمانی، انتشارات دانشگاه پیام‌نور
ژئومورفولوژی دینامیک، انتشارات دانشگاه پیام‌نور
ژئومورفولوژی اقلیمی، انتشارات دانشگاه تهران
پراکندگی جغرافیای ریگ‌زارهای ایران
جغرافیای طبیعی ایران
جغرافیای عمومی
روش تحقیق در جغرافیای طبیعی
کتاب گیلان
کتاب دامغان
کتاب کاشان
اطلس کویرهای ایران
گفتاری چند دربارهٔ طبیعت دشت لوت
ژئومورفولوژی ساختمانی و دینامیک بیرونی (کتاب سال ۱۳۷۱)
هیدرولوژی قاره‌ها (با همکاری احمد معتمد)
مقاله «تحول ناهمواری‌های ایران در کواترنر»، شماره ۲۳ فصل‌نامه پژوهش‌های جغرافیایی (پر ارجاع‌ترین مقاله در رشته‌های علوم زمین ایران)